# 白工廠

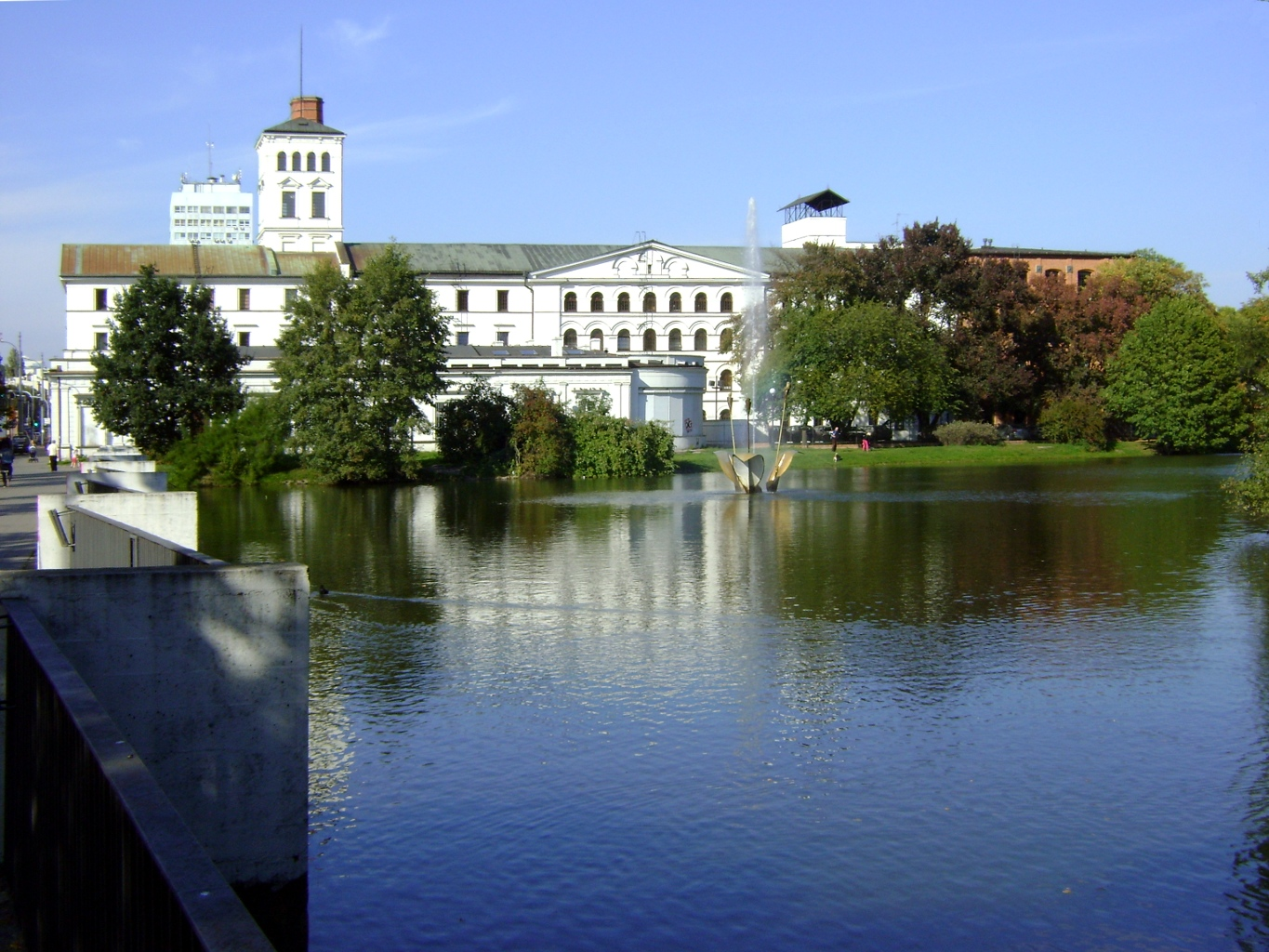
白工廠

51°44′44″N 19°27′44″E / 51.745539°N 19.46232°E
白工廠（波蘭語：Biała Fabryka）是波蘭城市羅茲的一個建築群，修建於1835年至1839年期間。白工廠最初是Ludwik Geyer的紡織工廠，被認為是羅茲古典主義建築和早期工業建築的典範之作。現在白工廠是中央紡織博物館和民俗舞蹈館的所在地。